# Anna Popplewell
Anna Popplewell (celým jménem Anna Katherine Popplewell; * 16. prosince 1988, Londýn) je britská herečka, která se proslavila především rolí Zuzany Pevensiové z filmové série Letopisy Narnie. Významná je i její role v seriálu Království, kde hrála během let 2013–16 Lady Lolu. Její první role byla ve filmu Frenchman's Creek z roku 1998.

## Život

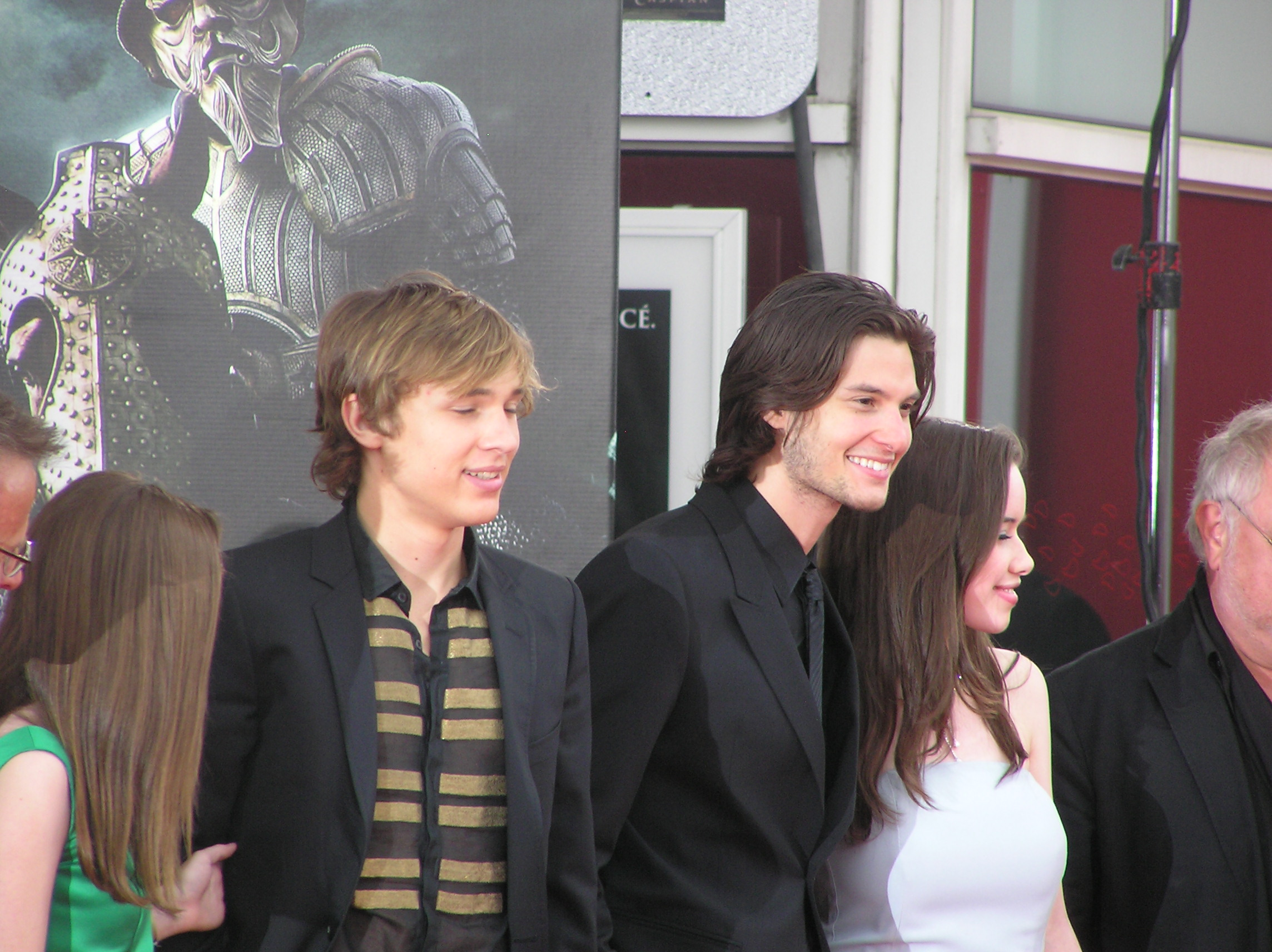
Anna s Williamem Moseley a Benem Barnsem na premiéře Letopisy Narnie: Princ Kaspian

Anna Popplewell je nejstarší ze tří dětí Andrewa a Debry Popplewellových. Její matka je dermatoložka, která vystudovala Newnham College Cambridge. Anna se narodila v Londýně, hlavním městě Anglie. Má dva sourozence, taktéž herce: Lulu Popplewell (herečka Daisy ve filmu Láska nebeská), a Freddieho Popplewella (herec Michaela Darlinga ve filmu Petr Pan). Její dědeček z otcovy strany byl sir Oliver Popplewell, významný soudce a jejím strýc je hráč kriketu Nigel Popplewell. Navštěvovala North London Collegiate School, prestižní dívčí školu, a již od šesti let pravidelně navštěvovala herecké kurzy. V roce 2007 byla přijata na oxfordskou univerzitu, kde úspěšně vystudovala anglický jazyk a literaturu.
Od roku 2005 chodila se svým kolegou z natáčení Narnie, Williamem Moseleyem. Vztah skončil rozchodem v roce 2007. 14. května 2016 v Londýně si pak po několika letech chození vzala Sama Carda.

## Kariéra
Anna začala hrát ve věku šesti let, když pravidelně chodila na hodiny herectví. Následně se účastnila i školních divadel. Profesionálně začala hrát až v roce 1998, kdy jí bylo deset let, její první role byla ve filmu Frenchman's Creek. Další celovečerní film a s ním i nová role přišli v roce 1999 a jednalo se o roli ve filmu Mansfieldské sídlo (Mansfield Park), toho samého roku se začalo natáčet i The Little Vampire, kde hrála vedlejší roli. Pak, po tříleté přestávce, si zahrála ve filmu Dívka s perlou se Scarlett Johansson. V roce 2001 se objevila jako Victoria v seriálu BBC Love in a Cold Climate.
Ale role, která ji proslavila nejen u dětí, přišla v roce 2005, kdy si zahrála Zuzanu Pevensiovou ve filmu Letopisy Narnie: Lev, čarodějnice a skříň. Nadále se angažovala i v pokračováních tohoto filmu, který je na motivy románů C. S. Lewise. Na další "velkou" roli si musela počkat až do roku 2013, kdy se začal natáčet seriál Království (Regin), kde si zahrála lady Lolu. Toto natáčení probíhalo v Irsku i v Kanadě.

## Filmografie

### Film
| Rok  | Název                                     | Role                   | Poznámky            |
| ---- | ----------------------------------------- | ---------------------- | ------------------- |
| 1999 | Mansfieldské sídlo                        | Betsey                 |                     |
| 2000 | Příběhy upíra Rudolfa                     | Anna Sackville-Bagg    |                     |
| 2001 | S tebou i bez tebe                        | malá Marina            |                     |
| 2002 | Prďoši                                    | Denise Smash           |                     |
| 2003 | Dívka s perlou                            | Maertge                |                     |
| 2005 | Letopisy Narnie: Lev, čarodějnice a skříň | Zuzana                 |                     |
| 2008 | Letopisy Narnie: Princ Kaspian            | Zuzana                 |                     |
| 2010 | Letopisy Narnie: Plavba Jitřního poutníka | Zuzana                 | Cameo               |
| 2012 | Payback Season                            | Izzy                   |                     |
| 2015 | Freak of Nurture                          | sestřička Bethany Lane |                     |
| 2018 | The Last Birthday                         | Olga                   | krátkometrážní film |
| 2019 | You Are Here                              | Tanya                  |                     |
| —    | Fairytale                                 | Frankie                |                     |
| 2023 | Nun 2                                     | Kate                   |                     |

### Televize
| Rok       | Název                  | Role            | Poznámky                                |
| --------- | ---------------------- | --------------- | --------------------------------------- |
| 1998      | Francouzská zátoka     | Henrietta       | TV film                                 |
| 2000      | Dirty Tricks           | Rebecca         | TV film                                 |
| 2001      | Love in a Cold Climate | Victoria        | mini-seriál                             |
| 2002      | Daniel Deronda         | Fanny Davilow   | mini-seriál, 3 díly                     |
| 2011      | Comedy Lab             | Herself – Guest | díl: „Totally Tom“                      |
| 2011      | Brave New World        | Maura Taft      | TV film                                 |
| 2012      | Halo 4 - film          | Chyler Silva    | internetový seriál, hlavní role, 5 dílů |
| 2012      | Looking Back           | Samu sebe       | dokument                                |
| 2013–2016 | Království             | Lady Lola       | hlavní role (1.–3. řada), 62 dílů       |